# Amager
Amager je dánský ostrov nacházející se v průlivu Øresund v Baltském moři jihovýchodně od ostrova Sjælland. Na ostrově se nacházejí jižní části hlavního města Dánska Kodaně a další samosprávné městské celky jako je Kastrup, Tårnby a Dragør. Amager je spojen se Sjællandem šesti mosty na západě (dva jsou pouze pro cyklisty a pěší), z východní strany tvoří spojku se Skandinávským poloostrovem 16 km dlouhý Öresundský most. Na ostrově se nachází Kodaňské mezinárodní letiště, východní pobřeží lemuje turisticky oblíbená písečná pláž Amager Strandpark.